# Streptococcus pyogenes
Streptococcus pyogenes – paciorkowiec beta-hemolizujący zaliczany do ziarniaków, będący czynnikiem etiologicznym anginy oraz kilku innych zespołów chorobowych. Ze względu na objawy kliniczne towarzyszące infekcji bywa nazywany paciorkowcem ropnym. Według podziału Lancefield, opierającego się na wytwarzaniu specyficznego wielocukru C, należy do grupy serologicznej A. Źródłem zakażenia jest człowiek, nosicielstwo wynosi około 10-20% (kolonizacja u dzieci jest częstsza). Występuje kilka serotypów tej bakterii jednym z nich jest Streptococcus pyogenes - lydhinusen, która jest bakterią reliktową. Występowała ona powszechnie na Ziemi około 2 milionów lat temu.

## Morfologia i fizjologia
Streptococcus pyogenes barwi się dodatnio metodą Grama, jednak starsze kolonie łatwo ulegają odbarwieniu stając się Gram-ujemne.
Pojedyncza bakteria ma kształt kulisty oraz wykazuje tendencję do łączenia się w łańcuszki składające się z kilku-kilkudziesięciu komórek. Nie wytwarza rzęsek oraz przetrwalników, część szczepów ma otoczkę.
Drobnoustrój jest zaliczany do tlenowców lub względnych beztlenowców. Wzrasta w zakresie temperatur 20-40 °C, przy optimum 36-37 °C. Największy wzrost uzyskuje się przy pH około 7,5 – w przypadku zakwaszenia podłoża ginie stosunkowo szybko.
Bakteria jest wrażliwa na standardowe środki dezynfekcyjne, nawet w niskich stężeniach.

## Czynniki zjadliwości
Do czynników zjadliwości zaliczane są:
- białko M – właściwości antyfagocytarne, podobieństwo do antygenów występujących na własnych tkankach
- adhezyny
- hialuronowa otoczka bakteryjna
- białko e –  podobieństwo do antygenów występujących na własnych tkankach
- toksyny: pirogenne (SPE), hemolizyny (O,S)
- enzymy sprzyjające szerzeniu infekcji: hialuronidaza, proteinaza, streptolizyny, streptokinaza i nukleazy (analogiczne jak w innych grupach streptokoków).

## Chorobotwórczość
Bakteria może wywoływać anginę oraz rzadziej: zapalenie węzłów chłonnych, liszajec, różę, zapalenie naczyń limfatycznych, ucha środkowego i inne. Szczepy wytwarzające toksyny mogą ponadto powodować płonicę, paciorkowcowy zespół wstrząsu toksycznego czy martwicze zapalenie powięzi.

### Infekcje okołoporodowe
Bakteria jest jedną z przyczyn zakażenia rany pępkowej oraz kikuta pępowiny u noworodków. Infekcja jest przenoszona przez zanieczyszczone ręce personelu. Dawniej Streptococcus pyogenes odpowiadał za sepsę u położnic (tzw. gorączka połogowa).

### Powikłania poinfekcyjne
Ze względu na podobieństwo antygenów bakteryjnych do niektórych antygenów występujących w organizmie ludzkim istnieje zagrożenie, że wytworzone przeciwciała przeciwko bakteriom zaczną reagować z własnymi tkankami i dojdzie do rozwoju takich chorób autoimmunologicznych jak gorączka reumatyczna i kłębuszkowe zapalenie nerek. Uszkodzenie własnych narządów rozpoczyna się typowo w około 2 tygodnie po przebytym zakażeniu gardła. Wyeliminowanie bakterii nie oznacza zaprzestania wytwarzania autoprzeciwciał przez organizm.

## Diagnostyka
Streptococcus pyogenes nie wzrasta na prostych podłożach hodowlanych, takich jak agar zwykły. Hoduje się go na pożywkach wzbogaconych surowicą, krwią baranią lub glukozą, w optymalnej temperaturze i pH. Na agarze z krwią wywołuje hemolizę typu beta, co oznacza całkowite zniszczenie erytrocytów.

## Wrażliwość na antybiotyki
Pomimo wieloletniego stosowania antybiotyków z grupy penicylin, nie zanotowano dotąd oporności na tę grupę leków, dlatego są to ciągle leki pierwszego rzutu. W przypadku niepowodzenia terapeutycznego można zastosować penicylinę z inhibitorem – o ile sam Streptococcus pyogenes nie wytwarza β-laktamazy, to flora fizjologiczna zasiedlająca okolicę gardła może ją produkować – w ten sposób inne drobnoustroje chronią paciorkowca przed antybiotykiem.
W przypadku uczulenia na penicyliny stosuje się makrolidy lub klindamycynę, jednak ze względu na ryzyko oporności konieczne może być sporządzenie antybiogramu. 

## Zastosowanie
Endonukleaza Cas9 wyizolowana ze szczepu Streptococcus pyogenes to najczęściej wykorzystywany enzym do edycji genomu i manipulacji genetycznych przy użyciu metody CRISPR/Cas9.